# 颜文斌
颜文斌（1917年—2014年4月1日），江西省永新县人，中国人民解放军少将。

## 生平
1931年，参加中国工农红军，担任红六军团第17师51团2连排长，曾五次负伤，后带兵参加长征。抵达陕北后，担任红6军团17师51团2连副指导员。1934年，加入中国共产党。抗日战争时期，晋察冀军区第四军分区七大队连长，特务团营长。第二次国共内战时期，任东北民主联军第24旅70团副团长，第5师15团团长，东北野战军第二纵队15团长，辽沈战役中率部率先攻入锦州。1949年1月，天津战役中，他率领15团作为主攻，半小时内即攻破防线，摧毁国军62军前线指挥部，并俘虏国军少将师长。在国军151师阵地无法攻克下，第四野战军2纵司令员刘震调三个团援兵，统归颜文斌指挥，不久国军151师师长率三千余人投降。天津战役结束后，颜文斌升任第四野战军39军115师参谋长。
中华人民共和国成立后，任115师副师长，并率部参加朝鲜战争。回国后，担任115师师长、副军长。后担任沈阳军区黑龙江生产建设兵团第一副司令员，旅大警备区副司令员。1964年被授予少将军衔，曾荣获三级八一勋章、二级独立自由勋章、二级解放勋章和一级红星功勋荣誉章。2014年4月1日，在辽宁省大连市病逝，享年99岁。